# Sulzbach (Sarre)
Sulzbach é uma cidade da Alemanha localizada na Associação Regional de Saarbrücken, estado do Sarre.